# Mała Synagoga w Chełmie
Mała Synagoga w Chełmie – synagoga znajdująca się w Chełmie, przy skrzyżowaniu ulicy Krzywej i Mikołaja Kopernika 8.

## Historia
Synagoga została zbudowana w latach 1912–1914, ze składek ludności żydowskiej. W jednym z pomieszczeń mieściło się towarzystwo pomocy ubogim oraz szkółka talmudyczna. Podczas II wojny światowej hitlerowcy zdewastowali i następnie spalili synagogę. Po zakończeniu wojny, w 1955 roku część budynku gruntownie wyremontowano urządzając w nim skład mąki. Wówczas kilka pokoi zajmowała ocalała rodzina żydowska, która urządziła tutaj izbę modlitewną. Od 1984 roku znajdowała się tutaj siedziba Naczelnej Organizacji Technicznej, która równocześnie wyremontowała budynek. 
Po kilkudziesięciu latach utrzymanie zabytkowego budynku okazało się dla NOT-u zbyt kosztowne. Budynek w czerwcu 2004 roku wystawiono na sprzedaż. W międzyczasie próbowano zachęcić Gminę Wyznaniową Żydowską w Warszawie do przejęcia synagogi, ze względu na to, że byłaby najbardziej odpowiednim właścicielem budynku. Starania nie przyniosły skutku, a bożnicę wykupił prywatny biznesmen (mieszkaniec Chełma, znany w mieście restaurator), który urządził w budynku kowbojską restaurację McKenzee Saloon. Na takie wykorzystanie budynku zgodziły się władze miasta, mimo zakazu wojewódzkiego konserwatora zabytków, który powoływał się na to, że budynek jest miejscem sakralnym.
Ulokowanie w zabytkowej synagodze lokalu gastronomiczno-rozrywkowego wywołało liczne kontrowersje wśród środowisk żydowskich w Polsce oraz na świecie. Zaistniałą sytuację opisał, zbulwersowany całym wydarzeniem, Jan Cudak - Amerykanin polskiego pochodzenia, który osiedlił się w Chełmie kilka lat wcześniej. Jego zdaniem umieszczenie w budynku synagogi lokalu, który swoim charakterem nawiązuje do jednego z najtragiczniejszych w historii USA zdarzeń - masakry rdzennych mieszkańców Ameryki Północnej - stanowi podwójne zbezczeszczenie tego obiektu. Artykuł autorstwa J. Cudaka ukazał się na Forum ZNAK i wywołał szeroki oddźwięk. Komitet Chełmski w Izraelu, zrzeszający dawnych żydowskich mieszkańców Chełma i ich potomków, wystosował list do burmistrza miasta Krzysztofa Grabarczuka, postulując aby synagoga znalazła stosowne przeznaczenie oraz prosząc społeczność lokalną o zachowanie szacunku dla tego miejsca. Synagogą zainteresowali się również dziennikarze z Daily News i New York Sun oraz wpływowa Liga Przeciw Zniesławianiu.
Od marca 2006 roku w Chełmskim Ośrodku Informacji Turystycznej znajduje się tablica opisująca historię synagogi, sfinansowana z dotacji Unii Europejskiej jako element szlaku turystycznego prezentującego zabytki Chełma. Początkowo właściciel synagogi zwlekał z jej umieszczeniem na budynku synagogi, a po kilkunastu tygodniach otwarcie odmówił.

## Architektura
Murowany budynek synagogi wzniesiono na planie prostokąta, z licznymi elementami secesyjnymi. Główną część stanowiła sala modlitewna na parterze oraz piętrowa, bogato zdobiona dobudówka mieszcząca na parterze rozległy przedsionek  razem ze szkółką religijną, a piętrze babiniec.
Pierwotnie wnętrze synagogi było niezwykle bogato zdobione. Na wschodniej ścianie znajdował się bogato zdobiony, wsparty na dwóch kolumienkach Aron ha-kodesz, do którego podchodziło się przez kutą bramkę i schodki. Na środku pomiędzy czterema masywnymi filarami znajdowała się bima otoczona kutą, pomalowaną na złoto balustradą. Na ścianach oraz sklepieniach znajdowały się barwne polichromie.
Charakterystycznymi elementami synagogi są wysokie półokrągłe zakończone okna, znajdująca się nad wejściem do dobudówki płaskorzeźba przedstawiająca tablice Dekalogu oraz liczne sterczyny na dachu synagogi. Jest jedną z najlepiej zachowanych synagog w okolicy. Obok synagogi zachował się dawny dom rabina, czyli rabinówka.
- Synagoga jest obiektem, który stanowi wartość zabytkową. Została ona wpisana do krajowego rejestru zabytków nieruchomych pod numerem A/116/22 w dniu 14 lutego 1984 roku.